# Hermelijn (heraldiek)

Voorbeelden van het gestileerde figuurtje. In de loop der tijden ontwikkelden tekenaars verschillende stijlen voor het hermelijnstaartje.

Hermelijn is in de heraldiek een pelswerk, een heraldische kleur die een regelmatige verdeling is van twee tinten. De pels waarop dit pelswerk teruggaat is de wintervacht van de hermelijn, een witte vacht met een zwarte staartpunt. Die staartpunt wordt op verschillende manieren weergegeven.

## Geschiedenis
De meeste ridders lieten in de beginperiode van de heraldiek, het midden van de 12e eeuw, hun schild beschilderen met een simpel, makkelijk herkenbare geometrische figuur, een dier of een fabeldier. Het is voorgekomen dat men een schild met bont aantreft. Het is onduidelijk of er ook werkelijk met bont versierde wapenschilden hebben bestaan maar het is niet ondenkbaar dat de ridders een schild werkelijk met bont van eekhoorn, zoals een legende rond de heer van Coucy of hermelijn hebben laten bespannen. Bekend is dat in de beginperiode ridders hermelijnstaartjes op hun schild nagelden, deze werden in latere tijden in een gestileerde vorm op het schild aangebracht.

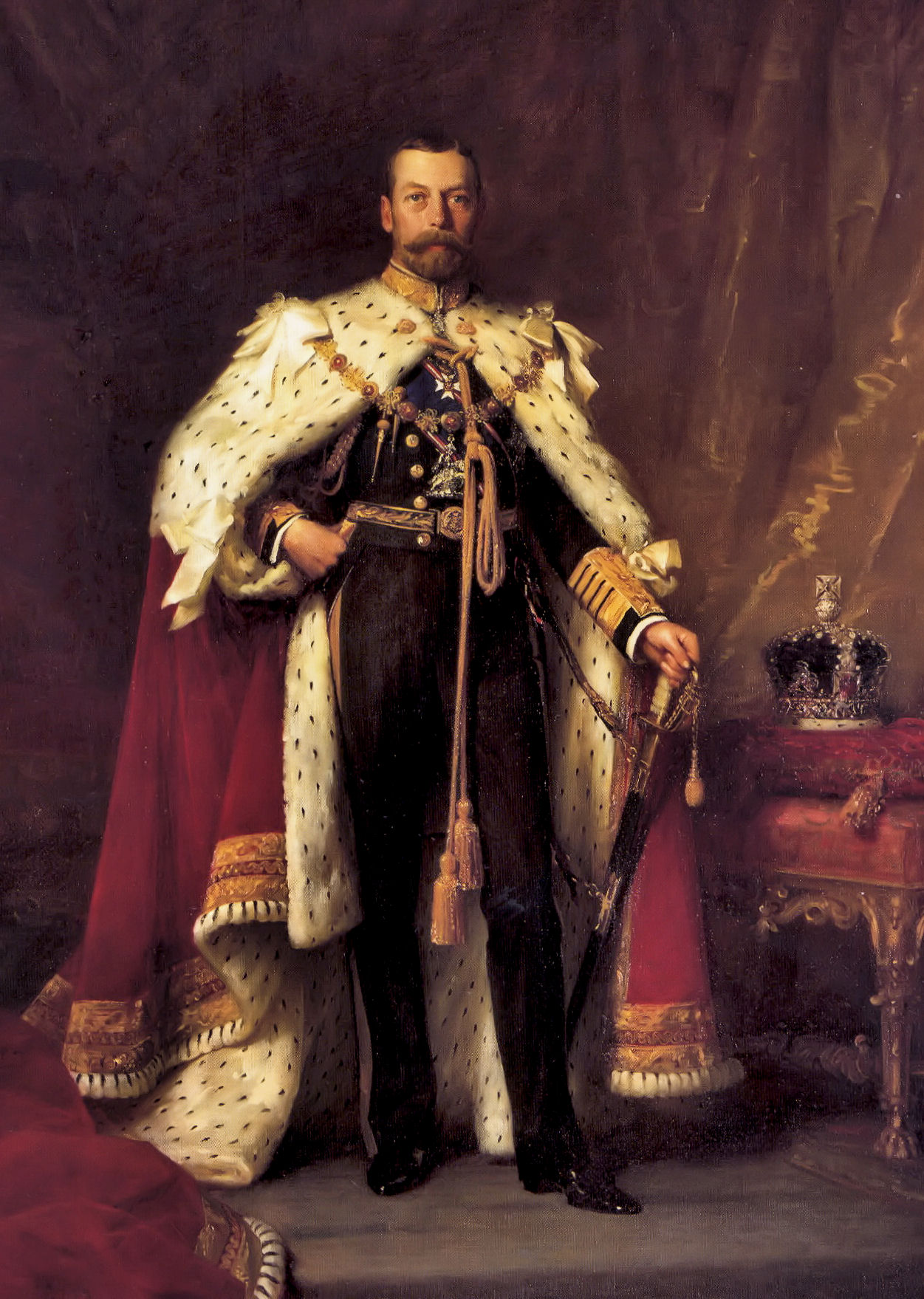
Koning George V van het Verenigd Koninkrijk met een koningsmantel van hermelijn

De wintervacht van de hermelijn werd ook verwerkt in mantels van hoogwaardigheidsbekleders, op een manier die overeenkomt met de wijze waarop hermelijn in de heraldiek wordt weergegeven.

## Kleuren
Het pelswerk hermelijn kan met verschillende tinten worden gebruikt, maar alleen sabel (zwart) op zilver wordt zonder meer aangeduid als "hermelijn". Als er goud in plaats van zilver gebruikt wordt, dan heet dat goudhermelijn. Alle andere schakeringen worden omschreven als hermelijn van waarbij vervolgens eerst het metaal wordt genoemd en dan de kleur. Al deze varianten zijn een schoolvoorbeeld van de papieren heraldiek want het is niet voor te stellen hoe dat bont er uit zou moeten zien.

## Varianten
De vorm van het hermelijn laat minder variaties toe dan die van het vair. Alleen hebben beide kleurvarianten een tegenvariant waarin de staarten metaal zijn:

Hermelijn
Tegenhermelijn
Goudhermelijn
Tegengoudhermelijn

Een enkele keer komt de term "natuurhermelijn" voor. Dit houdt in dat om ieder staartje een vakje is afgekaderd.

## Hermelijn in heraldiek en vlaggen
Behalve als pelswerk op het schild wordt hermelijn ook gebruikt als voering voor een wapenmantel. Dit wordt uitsluitend gedaan bij wapens van prinselijke, hertogelijke en koninklijke families. Voorbeelden daarvan zijn het wapen van de Koning der Nederlanden, tevens het Wapen van het Koninkrijk der Nederlanden en het wapen van de Koning der Belgen.

De vlag van Bretagne, een zogeheten Gwenn-ha-du.
Hermelijn op het wapenschild van Bretagne. Dit is een van de weinige wapens met maar één kleur.
Het zeldzame "goudhermelijn" op in de schildvoet van het wapen van Eijsden.
Wapenschild van Nederland met hermelijnen mantel
Het wapen van het waterschap Smilde, met natuurhermelijn
Het wapen van de gemeente Heumen met vijf hermelijnen in het linkerdeel.
Het wapen van Yerseke met 9 hermelijnen. Varianten van dit wapen komen voor bij de voormalige dorpen  Koudewerve, Oostende en Vinningen en zijn ontstaan uit het wapen van de adellijke familie De Vrieze van Oostende.

adelaar · Agnus Dei · alliantiewapen · andreaskruis · ankerkruis · armoriaal · baldakijn · barensteel · bezant · Bourgondisch kruis · brisure · cartouche · centaur · cordelière · dekkleed · dorpsvlag · dorpswapen· drieberg · dubbelkoppige adelaar · dwarsbalk · fleur de lis · fleuron · Friese adelaar · gaande leeuw · gecarteleerd · Gelderse leeuw · gepaald · gravenkroon · groot wapen · griffioen · hartschild · helmkroon · helmteken · heraldische kleur · herautstuk · hermelijn · hoed · Hollandse tuin · huismerk · Jeruzalemkruis · karbonkel · keizerskroon · keper · koek · kromstaf · kroon · krukkenkruis · kwartier · kwartileren · kwartierzoom · leeuw · markiezenkroon · merlet · molenijzer · motto · muurkroon · nassaublauw · natuurlijke kleur · Nederlandse leeuw · Nederlandse Maagd · ombrellino · ordeketen · palen · pentagram · pijlenbundel · raadselwapen · raaf · respectant · riddertoernooi · rijksbanier · rijkskleuren · rijksstandaard · rijkswapen · roos · Rudolfinische keizerskroon · Saksenros · Saladins Adelaar · scharlakenrood · schildhoofd · schildhouder · schildvoet · schildzoom · schoof · schuinbalk · schuinstreep sinister · sinister · sleutels van Petrus · socialistische heraldiek · sprekend wapen · stadskleuren · standaard · stedenmaagd · ster · tinctuur · vair · vermeerdering · vlag · vorstenhoed · vrijheidshoed · vrijkwartier · vrouwenwapen · wapen · wapenbelasting · Wapenboek Beyeren · Wapenboek Gelre · wapenbord · wapendiploma · wapendier · wapenkast · wapenkoning · wapenmantel · wapenrecht · wapenrol · wapenstier · wapentent · wassende en afnemende maan · Waterlandse zwaan · Westfriese boomwapens · wildeman · wolfsangel · wrong